# Sven Forsman
Sven Forsman, född 12 september 1882 i Göteborg, död 1 mars 1919 i Göteborg, var en svensk gymnast.
Han blev olympisk guldmedaljör 1908.